# Napa Valley - La grande annata
Napa Valley - La grande annata (Bottle Shock) è un film del 2008 diretto da Randall Miller.

## Trama
Steven Spurrier, un esperto di vini britannico che gestisce una piccola enoteca a Parigi, è in difficoltà economiche e cerca un modo per salvare la sua attività. Con il consiglio del suo cliente abituale Maurice, appassionato di vini originario di Milwaukee, Spurrier decide di organizzare una degustazione alla cieca per dimostrare ai francesi la qualità dei vini prodotti fuori dalla Francia. Nel tentativo di trovare partecipanti per il suo concorso, si reca nella poco conosciuta Napa Valley, in California, dove incontra Jim Barrett, proprietario della cantina Chateau Montelena. Barrett, diffidente, rifiuta di partecipare, convinto che l’evento sia un trucco per screditare i produttori americani. Suo figlio Bo, però, decide segretamente di fornire a Spurrier alcune bottiglie di Chardonnay per la competizione. Nel frattempo, alla tenuta arriva Sam Fulton, una giovane laureata dallo spirito libero in cerca di un tirocinio, che cattura l’attenzione sia di Bo che del caposquadra della vigna, Gustavo Brambila.
Quando il vino prodotto dal Chateau Montelena assume un’imprevista colorazione marrone a causa di alcune tecniche di vinificazione, Jim Barrett si convince che l’intera produzione sia compromessa e ordina di smaltirla. Tuttavia, Bo scopre che il fenomeno è temporaneo e corre per salvare le bottiglie prima che vengano distrutte. Dopo una serie di imprevisti, tra cui un’avaria al camion e un singolare intervento di Sam per ottenere aiuto, riesce a recuperarle grazie all’intervento di un barista locale che le aveva salvate per il riciclo. Bo viene quindi incaricato di rappresentare Napa Valley alla degustazione di Parigi. Il risultato dell’evento lascia tutti sorpresi: i giudici francesi, ignari dell’origine dei vini assaggiati, premiano proprio lo Chardonnay del Chateau Montelena. Questo successo inaspettato segna un punto di svolta per l’industria vinicola americana, dimostrando che i vini della California possono competere ai massimi livelli e influenzando per sempre la percezione del vino nel mondo.

## Produzione
Ambientato negli anni '70 e incentrato sulla vera storia della Montelena Winery, azienda vinicola di Napa Valley che vinse un prestigioso concorso dando immediato prestigio alla produzione vinicola della California. 

## Distribuzione

### Data di uscita
Il film venne distribuito in varie nazioni fra cui:
- Stati Uniti d'America: Bottle Shock 8 agosto 2008
- Hong Kong: 19 settembre 2008
- Paesi Bassi: 2 ottobre 2008
- Singapore: 9 ottobre 2008
- Corea del Sud: 13 novembre 2008
- Norvegia: Vin i vrangstrupen 3 aprile 2009